# Eltérően felosztott latin–magyar jelentésmezők listája
Ezen az oldalon a latin és magyar nyelv közt eltérően felosztott jelentésmezők részleges listája szerepel.

Tudnivalók:
- Egy sorban egy szó csak egyetlen jelentésével szerepel (a szabadság szót egy sorban csak a ’rabság’ ellentéteként vehetjük fel, ’szünidő’ jelentésében csak egy újabb sorba), máskülönben nehezebbé válik a másik nyelvű megfelelők összevetése.
- Csak olyan szavak szerepelhetnek, amelyek közt egyértelműen körülhatárolható jelentéstani különbség van. Ahol csak stílusban vagy nyelvi rétegben van eltérés, vagy amelyek részben felcserélhetők (pl. idea/view/opinion), azok nem tartoznak ebbe a listába.
- A többjelentésű szavak konkrét jelentését sok esetben meg lehet határozni előtaggal vagy jelzővel (pl. konyhaasztal vagy íróasztal); ez nem akadálya a listában való szereplésüknek.
- Erre a listára csak a poliszémia esetei tartoznak, tehát ahol a jelentések (a mai beszélők számára is érzékelhető módon) összefüggenek. A homonímia esetei (vagyis ahol a szóalakok egybeesése véletlenszerű, pl. fine: ’remek’/’pénzbüntetés’, illetve nem jelez nyelvtől független közös jelentésmezőt, pl. medicine: ’gyógyszer’ / ’orvostudomány’) nem ide tartoznak.
- A különbség néha a megszámlálható-megszámlálhatatlan értelmű használatból adódik, amit pl. az angolban a névelő is tükröz, de a magyarban is megragadható pl. a sebesség szóval: Ennél nagyobb sebességgel itt nem érdemes menni. vs. Az ötből csak két sebessége működik jól.

## Többfelé osztott latin jelentésmező
- alkalmas: aptus (illő, alkalmas, való vmire, hasznos, jó: sajátlagos külső hatásnál fogva), idoneus (alkalmas, kényelmes, illő, ügyes: természeti sajátságnál v. körülménynél fogva, nem terv v. szándék következtében)
- arc: facies (általában), os (különösen ami a kedélyállapotot jelzi, főleg a szájra értve), vultus (mint ami a lélek állapotát mutatja)
- bőr: cutis (finom, vékony bőr), corium (állatok lenyúzott, nyers, keményebb, vastagabb bőre), pellis (rendszerint nyúzott, gyapjas és szőrös bőr), aluta (timsós bőr, jól kikészített lágy bőr)
- csillag: stella (általában), astrum (minden nagy és világító vagy fénylő égitest, csillagzat), sidus (csillagkép, csillagzat), signum (égi jegy, csillagkép, csillagzat)
- erdő: silva (erdő, fás hely általában), saltus (erdős hegyvidék, erdős hegység, melyet gyakran legelőnek használtak), nemus (legelős erdő, szép és világos erdő), lucus (istenségnek szentelt berek)
- eső: imber (hirtelen lezuhanó eső, zápor), pluvia (mint jóltevő természeti tünemény)
- fal: murus (különösen várfal), paries (különösen ház fala)
- fehér: albus (fénytelen, halvány fehér), candidus (fénylő, tündöklő fehér)
- fekete: niger (szép és fényes fekete), ater (sötét, fénytelen fekete)
- folyó: flumen (főleg a víz mozgását tekintve), fluvius (vö. flumen, de ritkábban, csak konkrét ért.) amnis (széles és mély folyóvíz)
- föld: terra (mint anyag és elem), tellus (mint égitest), humus (a lábaink alatti föld, a látható világ legalsó része), solum (a föld színe, talaj, föld), fundus (föld, földbirtok, telek)
- hát: dorsum (vízszintesen értve, mint a testnek felső és legmagasabb része, tehát jellemzően állatok háta), tergum (függőleges irányban, mint valamely lény hátulsó része v. oldala), scapulae (főként lapocka, vállak)
- ház: domus (mint a család lakhelye, hona és széke), aedes (többes számban: több szobából álló ház)
- kar: brachium (alkar), lacertus (felkar)
- kék: caeruleus (sötétkék, mint az ég és tenger), glaucus (kék, kékszürke), lividus (ólomszínű, kékes)
- kő: lapis (általánosságban), saxum (nagy kő), calculus (kicsiny, sima kő), scrupulus (hegyes kövecske)
- lélek: anima (éltetőerő, a lélek mint életerő, mint az állati létföltétele), animus (a szellemi élet alapja, lélek: lélektanilag, mint az erkölcsi egyéniség alapja, ill. az ember gondolkodó lelke, mint összege minden szellemi tehetségnek), mens (a lélek mint gondolkodó- és ítélőerő, a felsőbb szellemi tehetségek összege)
- levegő: aer (az alsó levegő, légkörnyezet), aether (felső finom és tiszta lég, levegőég), anima (levegő mint természeti elem)
- part: ora (part, partvidék), litus (tengerpart), ripa (folyópart)
- szeretet: caritas (nagyrabecsülés, mély tiszteletből folyó szeretet: érzéki vágytól és nemiségtől mentes) amor (szeretet általában, ill. szellemi és érzéki szerelem)
- szikla: saxum (nagy kő általában, szikla, kőszirt, kőszál), cautes (érdes, hegyes szikla, kőszikla), rupes (szikla, szirt), scopulus (kiálló hely, ahonnan messze lehet látni, szikla, kőszál, különösen a tengerparton v. tengerben levő szirt)
- tenger: mare (mint része a világnak és általában, ellentétben a szárazzal), pelagus (nyílt tenger), pontus (mint mélység)
- tó: lacus (nagyobb állóvíz), stagnum (kisebb állóvíz, állandó vagy időleges), palus (állóvíz, mocsár, posvány)
- törzs: truncus (élőfáról, tönk, törzsök, ellentétben az ágakkal és gyökerekkel), stirps (élőfa alsó része, törzsök, derék a gyökerekkel együtt, mint a fa éltető és fenntartó fő része)
- váll: humerus (emberé), armus (állaté)
- vér: sanguis (a test ereiben mint az élet és életerő alapja), cruor (testből kifolyt vér)
- viszket: prurio (általában), formico (bizsereg, mintha hangyák mászkálnának), vermino (mintha férgek mászkálnának)